# نبيل شرف الدين
نبيل شرف الدين، كاتب صحفي، وخبير أمني بمؤسسة الأهرام الصحفية المصرية.
متخصص بشئون حركات الإسلام السياسي وأوضاع الأقليات بالشرق الأوسط، وحاصل على درجة دكتوراه الدولة في القانون الدولي والعلوم السياسية. يكتب بانتظام مقالات ودراسات لعدة صحف ومراكز دراسات مصرية وعربية وأجنبية. شارك بمئات المقابلات التلفزيونية، فضلا عن عشرات المؤتمرات العلمية والحقوقية.
صدرت له ثلاثة كتب عن «مكتبة مدبولي» بالقاهرة كلها تتناول حركات الإسلام السياسي. زميل بمركز «الدراسات الأمنية» وخبير بمجلس وزراء الداخلية العرب كمتخصص بالشئون الأمنية والإستراتيجية. ساهم بتأسيس العديد من المواقع الإلكترونية مثل موقع «إيلاف» وصحيفة «اليوم السابع» وصحيفة «الأزمة» الإلكترونية وغيرها.

## وصلات خارجية
- مقالات نبيل شرف الدين أهل القرآن